# Almegíjar
Almegíjar es una localidad y municipio español perteneciente a la provincia de Granada, en la comunidad autónoma de Andalucía. Se encuentra en la parte central de la Alpujarra Granadina, a unos 100 km de la capital provincial. Limita con los municipios de La Taha, Pórtugos (por un pequeño exclave), Busquístar, Cástaras y Torvizcón.

## Descripción
El territorio se extiende entre la cuenca del Guadalfeo y las últimas laderas de la vertiente norte de la sierra Contraviesa. El municipio está formado por los núcleos de Almegíjar y Notáez, y varios cortijos o cortijadas, como la Casería de Mercado, La Solana y La Umbría.
El núcleo urbano aparece encaramado sobre unas peñas, como un nido de águilas, conservando, al igual que Notáez, buenos ejemplos de la arquitectura autóctona, que compone un conjunto urbano escalonado, de calles estrechas y viviendas realizadas con materiales tradicionales (lastras de pizarra y cubiertas de launa). Entre estas edificaciones, que alcanzan diferentes alturas, se sitúan los típicos tinaos, pasarelas entre espacios públicos situadas bajo las casas. Cuenta con una iglesia parroquial consagrada al Cristo de la Salud, reconstruida entre 1594 y 1597, derribada y levantada de nuevo a mediados del siglo XVIII.
Goza de un entorno con espléndidas vistas y de un clima agradable. Buena parte de su territorio forma parte del Sitio Histórico de la Alpujarra.
Sus habitantes viven de una agricultura tradicional muy variada, que ha pasado en poco tiempo de la típica trilogía mediterránea de cereal, olivar y vid, a los cítricos y frutales, que ocupan casi la mitad de las tierras cultivadas. Gran parte de la población se ha visto obligada a emigrar a la Costa Granadina, a los invernaderos del Poniente Almeriense y a la capital provincial.

## Toponimia
Se ha apuntado como origen del nombre Almegíjar al vocablo árabe al-mahāsir (المحاشر) con el significado de «lugares de reunión», aunque hay autores a los que no convence esta raíz «por su vocalismo disconforme». Parece más adecuada la etimología al-machāsir (المجاشر), palabra típica del dialecto arabigogranadino que significa «los cortijos» y cuya grafía árabe difiere de la anterior tan sólo en un punto diacrítico, omitido con frecuencia en documentos antiguos. En ambos casos es aceptable el intercambio vocálico entre las dos últimas sílabas del topónimo.

## Historia
Su origen es antiquísimo, habiéndose encontrado en el término municipal objetos datados en el Neolítico. Por estas tierras pasaron romanos y visigodos, pero, sin duda, fueron los árabes quienes perfilaron la imagen actual.
Parece ser que Almegíjar estuvo ligada al yûz' Qāšturiš, durante el Califato de Córdoba y la taifa de Granada, y en época nazarita perteneció a la taha del Cehel. Sufrió las consecuencias de la revuelta morisca de 1568, quedando despoblado su territorio como el resto de La Alpujarra. Con la repoblación de 1574 se constituyó el correspondiente concejo, al que se le agregó el lugar de Notáez, en el partido de las Alpuxarras con capital en Ugíjar. En las reformas de 1833 el municipio quedó integrado en la provincia de Granada y el partido judicial de Albuñol hasta 1966 que pasó a depender del partido judicial de Órgiva.
Un terremoto causó daños importantes en los edificios de la población en 1804, destruyendo una capilla lateral de la iglesia parroquial y el edificio del ayuntamiento, que todavía permanecía sin reconstruir en 1845.
En 1882 fue suspendido el Ayuntamiento de Almegíjar debido a numerosas irregularidades en la administración de fondos, tenencia de libros, reparto de impuestos y sorteo de mozos.
Goza desde 1902 del título de villa, concedido por Alfonso XIII, por el aumento de población y desarrollo de la agricultura en el municipio.

## Demografía
Almegíjar cuenta con una población de 325 habitantes (INE 2024), que se distribuyen de la siguiente manera:
| Unidad poblacional | Hab. |
| ------------------ | ---- |
| Almegíjar          | 160  |
| La Solana          | 51   |
| La Umbría          | 33   |
| Notáez             | 91   |
| TOTAL              | 335  |

| Gráfica de evolución demográfica de Almegíjar entre 1842 y 2021                                                     |
| |
| Población de derecho según los censos de población del INE Población de hecho según los censos de población del INE |

## Economía

### Evolución de la deuda viva municipal
| Gráfica de evolución de Deuda viva del Ayuntamiento de Almegíjar entre 2008 y 2019                                |
| |
| Deuda viva del Ayuntamiento de Almegíjar en miles de Euros según datos del Ministerio de Hacienda y Ad. Públicas. |

## Fiestas
Tradicionales en honor del Santo Cristo de la Salud, se celebran el segundo fin de semana de septiembre.